# コルド＝シュル＝シエル
コルド・シュル・シエル（仏 : Cordes-sur-Ciel）はフランスのコミューンである。オクシタニー地域圏のタルヌ県に位置している。
面積は8.27平方キロメートル。人口は996人(1999年)。名は「天空のコルド」を意味し、その名の通り小高い山の上にあり最も高いところで標高320m、低いところで159mである。
北緯44度03分52秒 東経01度57分13秒 / 北緯44.06444度 東経1.95361度。

## 歴史
1222年にトゥールーズ伯爵によって要塞が築かれたのが起源である。その後カタリ派の要所となった。現在では中世の街並みを残す観光地となっている。
サンティアゴ・デ・コンポステーラの巡礼路が通過する。

## 名所

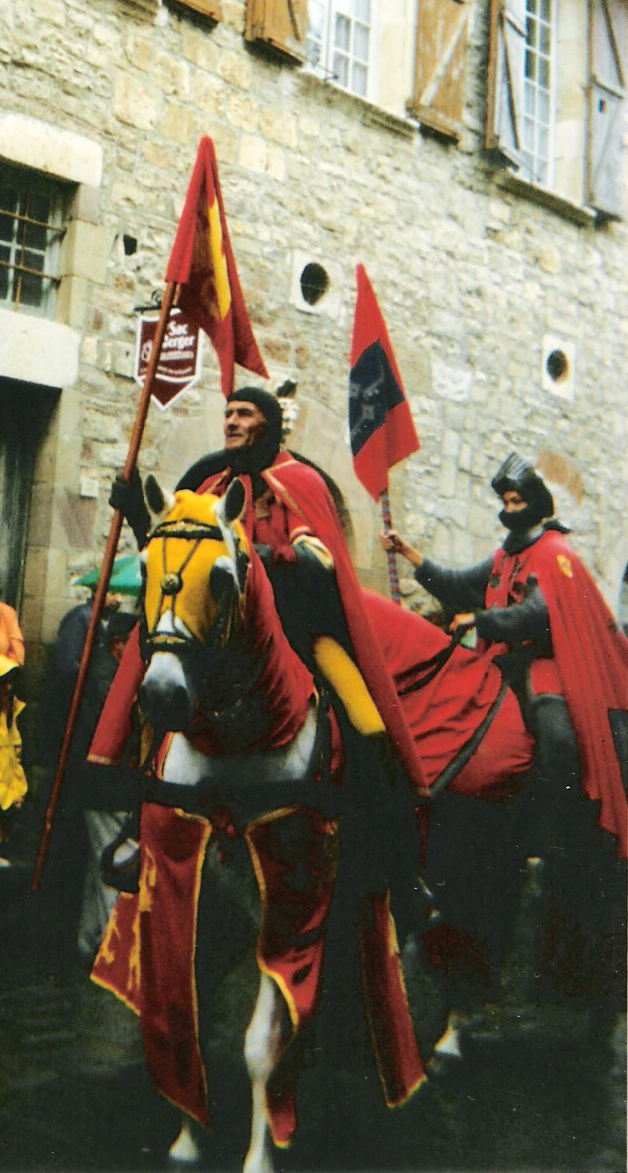
中世のカーニバル

- 市場の井戸は100m以上の深さがあることで有名である。
- 砂糖芸術博物館 (Musée de l'Art du Sucre)

## 外部リンク

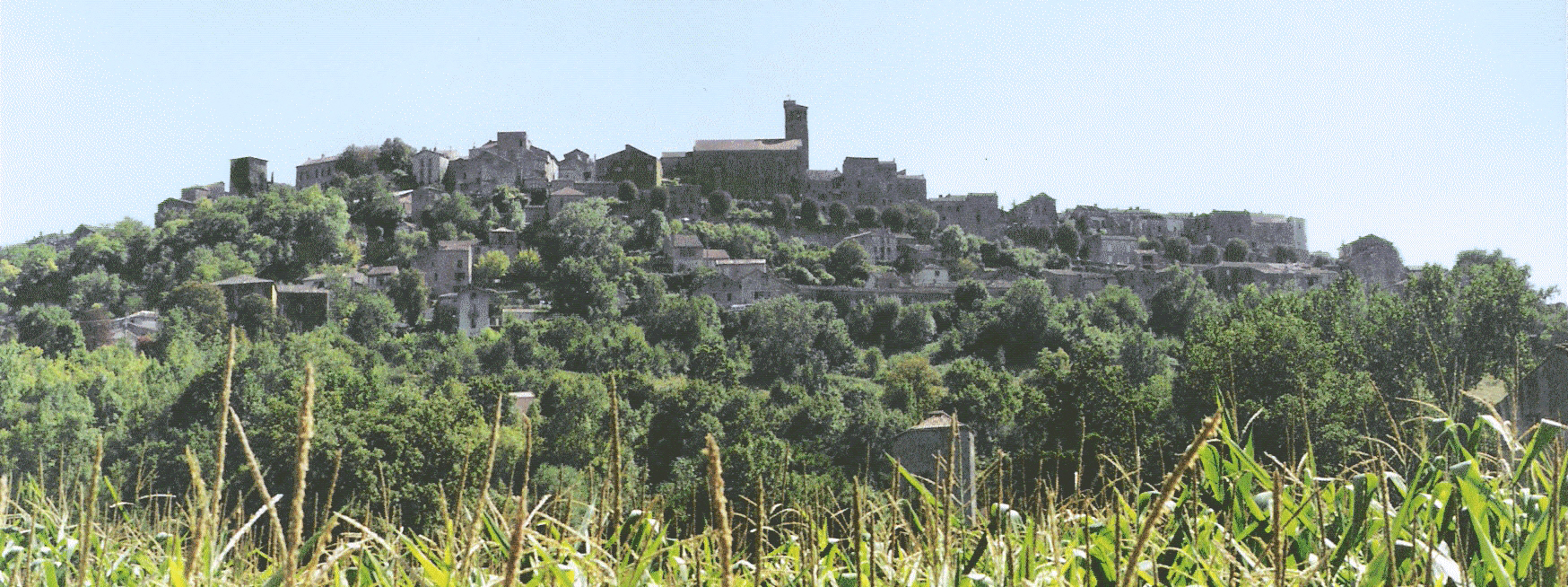
麓から見たコルド・シュル・シエル